# Campeonato europeo de hockey sobre patines masculino de 1973
El XXXI Campeonato europeo de hockey sobre patines masculino de 1973 se celebró en Iserlohn (Alemania) del 5 al 12 de agosto de 1973. Fue organizado por el Comité Europeo de Hockey sobre Patines. La selección de Portugal ganó su decimotercero título.

## Equipos participantes
|              |
| Alemania     |
| Bélgica      |
| España       |
| Francia      |
| Inglaterra   |
| Italia       |
| Países Bajos |
| Portugal     |
| Suiza        |

## Resultados
|              | Bandera de Francia | Bandera de Portugal | Bandera de Inglaterra | Bandera de Bélgica | Bandera de España | Bandera de Suiza | Bandera de Alemania | Bandera de Italia | Bandera de los Países Bajos |
| ------------ | ------------------ | ------------------- | --------------------- | ------------------ | ----------------- | ---------------- | ------------------- | ----------------- | --------------------------- |
| Francia      |                    |                     |                       |                    |                   |                  |                     |                   |                             |
| Portugal     | 11-3               |                     |                       |                    |                   |                  |                     |                   |                             |
| Inglaterra   | 2-4                | 0-16                |                       |                    |                   |                  |                     |                   |                             |
| Bélgica      | 9-6                | 2-17                | 7-1                   |                    |                   |                  |                     |                   |                             |
| España       | 11-0               | 1-2                 | 11-3                  | 12-1               |                   |                  |                     |                   |                             |
| Suiza        | 3-2                | 1-17                | 2-0                   | 12-4               | 2-8               |                  |                     |                   |                             |
| Alemania     | 8-3                | 0-5                 | 8-1                   | 10-1               | 0-4               | 13-1             |                     |                   |                             |
| Italia       | 6-1                | 1-3                 | 7-3                   | 6-1                | 2-2               | 4-1              | 2-4                 |                   |                             |
| Países Bajos | 3-4                | 1-2                 | 9-2                   | 3-4                | 1-5               | 4-3              | 1-6                 | 3-2               |                             |

## Clasificación
| Equipo       | Pts | PJ | PG | PE | PP | GF | GC | DG  |
| ------------ | --- | -- | -- | -- | -- | -- | -- | --- |
| Portugal     | 16  | 8  | 8  | 0  | 0  | 73 | 9  | +64 |
| España       | 13  | 8  | 6  | 1  | 1  | 54 | 11 | +43 |
| Alemania     | 12  | 8  | 6  | 0  | 2  | 49 | 18 | +31 |
| Italia       | 9   | 8  | 4  | 1  | 3  | 30 | 18 | +12 |
| Países Bajos | 6   | 8  | 3  | 0  | 5  | 25 | 29 | -4  |
| Suiza        | 6   | 8  | 3  | 0  | 5  | 25 | 51 | -26 |
| Bélgica      | 6   | 8  | 3  | 0  | 5  | 29 | 67 | -38 |
| Francia      | 4   | 8  | 2  | 0  | 6  | 23 | 53 | -30 |
| Inglaterra   | 0   | 8  | 0  | 0  | 8  | 12 | 64 | -52 |